# ジャングルパーク遊園地
ジャングルパーク遊園地（ジャングルパークゆうえんち）は、かつて鹿児島県鹿児島市与次郎一丁目にあった長島商事経営の遊園地である。

## 概要
- 1972年埋め立て事業で新しく造成された（造成完成当時の都市計画では観光地域とされ、娯楽レクリエーション施設以外の建設が制限[1]されていた。）与次郎ヶ浜地域にオープン。当初は与次郎1丁目7-15に建設されたボウリング場・熱帯植物園などを中心とする施設だったが、娯楽需要の高まりと共に植物園併設の遊園地では手狭になり、隣接地で現在のフレスポジャングルパークの地所（鹿児島市与次郎1丁目11-1）に本格的な遊園地としてスケールアップして移転オープン。園内には、観覧車、ジェットコースターなどを備えた県内最大規模の遊園地だった。
- 年間入場者数は、1980年の約30万人の入場者を機に、その後は少子化、施設の老朽化、陳腐化により、近年はピークの半分以下になり、経営が困難なことから2005年7月11日に閉鎖された。
- 跡地には複合商業施設、フレスポジャングルパークが2006年10月にオープンした。

## かつてジャングルパークにあった施設

### オープン当初の地所にあった施設・遊具
- 熱帯植物園
- 屋内ゴーカート場
- ローラースケート場
- ボウリング場「国際ボウル」」
- ビックリハウス

### 現「フレスポジャングルパーク」側にあった施設・遊具
- クレージーマウス（ローラーコースター）
- 観覧車
- おばけ屋敷
- メリーゴーランド
- コーヒーカップ
- スペースジャイロ
- バッテリーカー
- スカイメリーライド
- ぴょんぴょん
- スカイジェット (4人乗用型モノレール)
- コインゲーム各種
- 巨大迷路